# Fort Thüngen

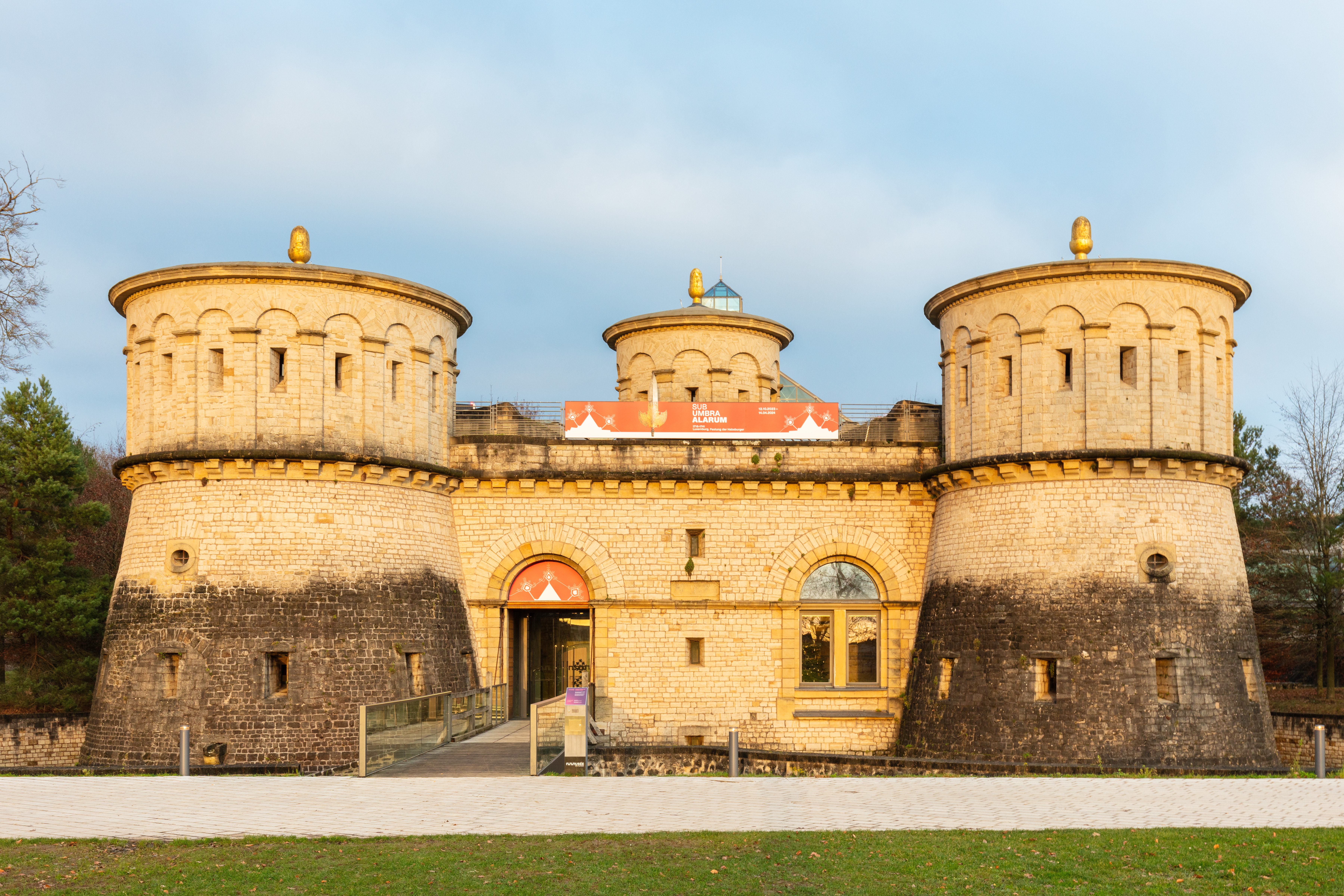
El Fort Thüngen reconstruido para alojar el Museo Dräi Eechelen.

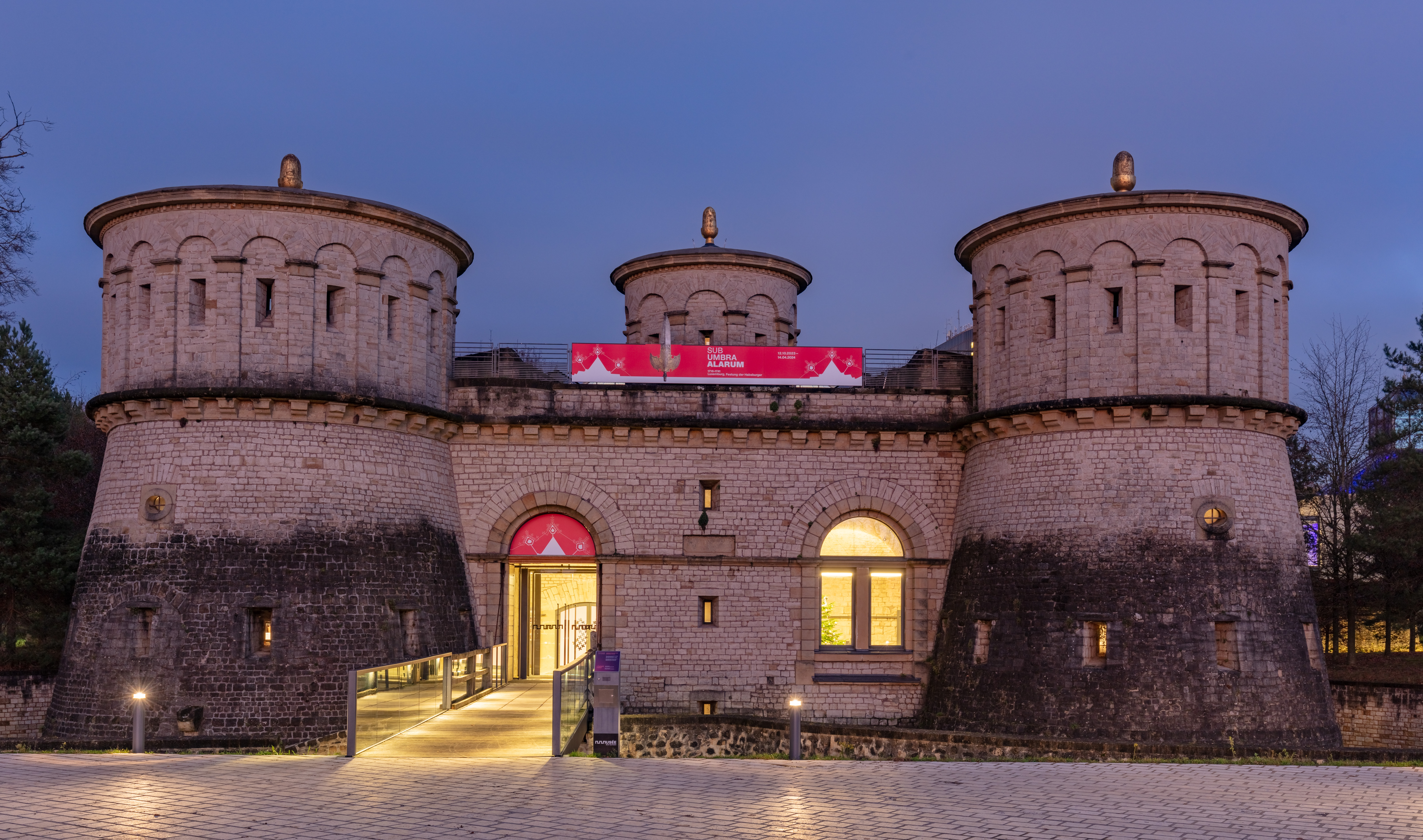
Vista nocturna.

Fort Thüngen es una fortificación histórica de la Ciudad de Luxemburgo. Está situada en el Parque Dräi Eechelen, en el barrio de Kirchberg, al nordeste de la ciudad. También se conoce coloquialmente como las Tres Bellotas (luxemburgués: Dräi Eechelen, francés: Trois Glands, alemán: Drei Eicheln) en referencia a las bellotas situadas en la punta de las tres torres.
Construido en 1732, fue ampliado en 1836, y reforzado en 1860. Debe su nombre al barón Adán Segismundo de Thüngen, comandante de la fortaleza. La construcción se construyó sobre la Redoute du parc, fuerte levantado cincuenta años antes por Vauban. 
La mayor parte de la fortaleza original fue derruida tras el tratado de Londres de 1867, el cual estableció el derribo de numerosas fortificaciones de la Ciudad de Luxemburgo. Solo quedaron las tres torres y los cimientos del resto del fuerte. Durante la década de 1990, se reconstruyó completamente, en paralelo con el desarrollo de la zona para la construcción del Mudam, el museo de arte moderno de Luxemburgo. Después de ser plenamente restaurado, el edificio se reabrió en 2012 con el nombre de Museo Dräi Eechelen (Museo de las Tres Bellotas).